# Phyllodium pulchellum
Phyllodium pulchellum (L.) Devs. è una pianta della famiglia delle leguminose, originaria dell'Australasia.

## Descrizione
Si presenta come un cespuglio alto dai 50 ai 150 cm con foglie composte trifogliate, finemente pelose delle quali la centrale è lunga 8-13cm, circa il doppio delle altre due.
I fiori sono di colore bianco lunghi circa 6mm.

## Farmacologia
La pianta presenta diversi composti chimici, fra i quali alcune triptamine.